# Telmessus cheiragonus
Telmessus cheiragonus är en kräftdjursart som först beskrevs av Wilhelm Gottlieb von Tilesius von Tilenau 1812.  Telmessus cheiragonus ingår i släktet Telmessus och familjen Cheiragonidae. Inga underarter finns listade i Catalogue of Life.

## Bildgalleri

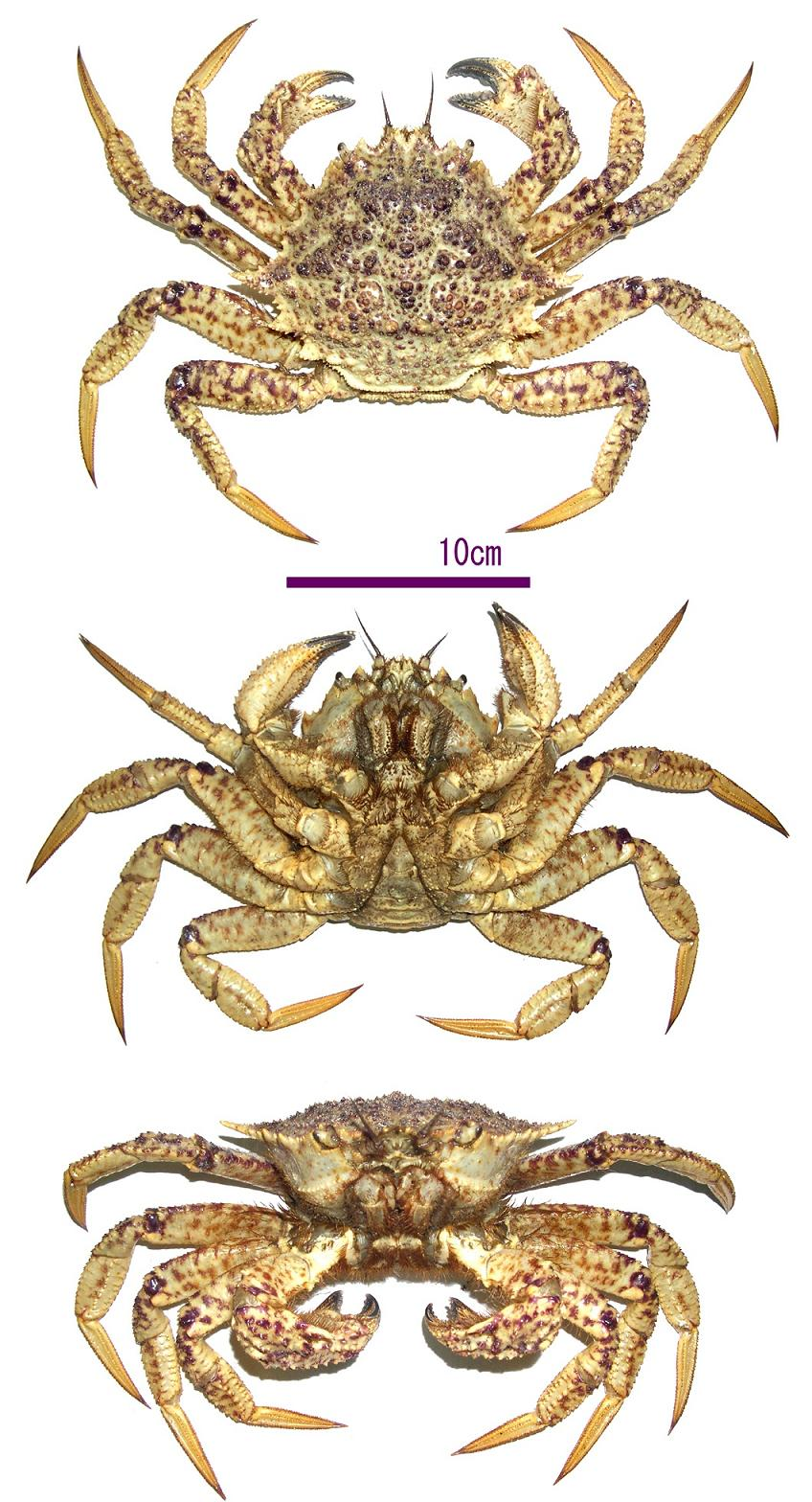